# Myanmarische Davis-Cup-Mannschaft
Die Myanmarische Davis-Cup-Mannschaft ist die Tennisnationalmannschaft Myanmars, die das Land im Davis Cup vertritt.

## Geschichte
Myanmar nahm 1955 erstmals am Davis Cup teil. Die Mannschaft spielte seitdem mehrfach in der Kontinentalgruppe II der Ozeanien-/Asienzone, kam dabei aber nie über die erste Runde hinaus. Erfolgreichster Spieler ist bisher Zaw-Zaw Latt mit 24 Siegen bei insgesamt 30 Teilnahmen. Damit ist er gleichzeitig Rekordspieler.